# Mirco Lorenzetto
Mirco Lorenzetto (født 19. juli 1981) er en italiensk tidligere professionel cykelrytter.